# Schaumspieren
Die Schaumspieren (Holodiscus) sind eine Gattung von Sträuchern aus der Familie der Rosengewächse. Ihr Verbreitungsgebiet liegt in Nord-, Mittel- und Südamerika.

## Beschreibung
Die Schaumspieren sind meist sommergrüne, mehr oder weniger behaarte Sträucher mit grauen, oft überhängenden Zweigen und schon im ersten Jahr längs aufreißender Rinde. Die Knospen sind länglich und zur Spitze hin dicht hell behaart. Endknospen sind 3 bis 5 Millimeter lang, Seitenknospen 2 bis 3 Millimeter. 
Die Blätter sind wechselständig angeordnet. Sie sind einfach mit einer eiförmigen, grob gezähnten, eingeschnittenen oder fiederschnittigen Blattspreite. Nebenblätter fehlen.
Die Blüten stehen zahlreich in bis zu 20 Zentimeter langen, lockeren, endständigen und meist überhängenden Rispen. Die Einzelblüten sind 4 bis 5 Millimeter breit, der Blütenkelch ist tief fünflappig, die fünf weißen bis zartrosafarbenen Kronblätter sind nur etwas länger als der Kelch. Die 15 äußeren der 20 Staubblätter sind an der Basis verwachsen. Die fünf Fruchtblätter sitzen in einem offenen Blütenbecher und sind auffallend behaart. Als Früchte werden einsamige, nicht aufspringende Nüsschen gebildet.

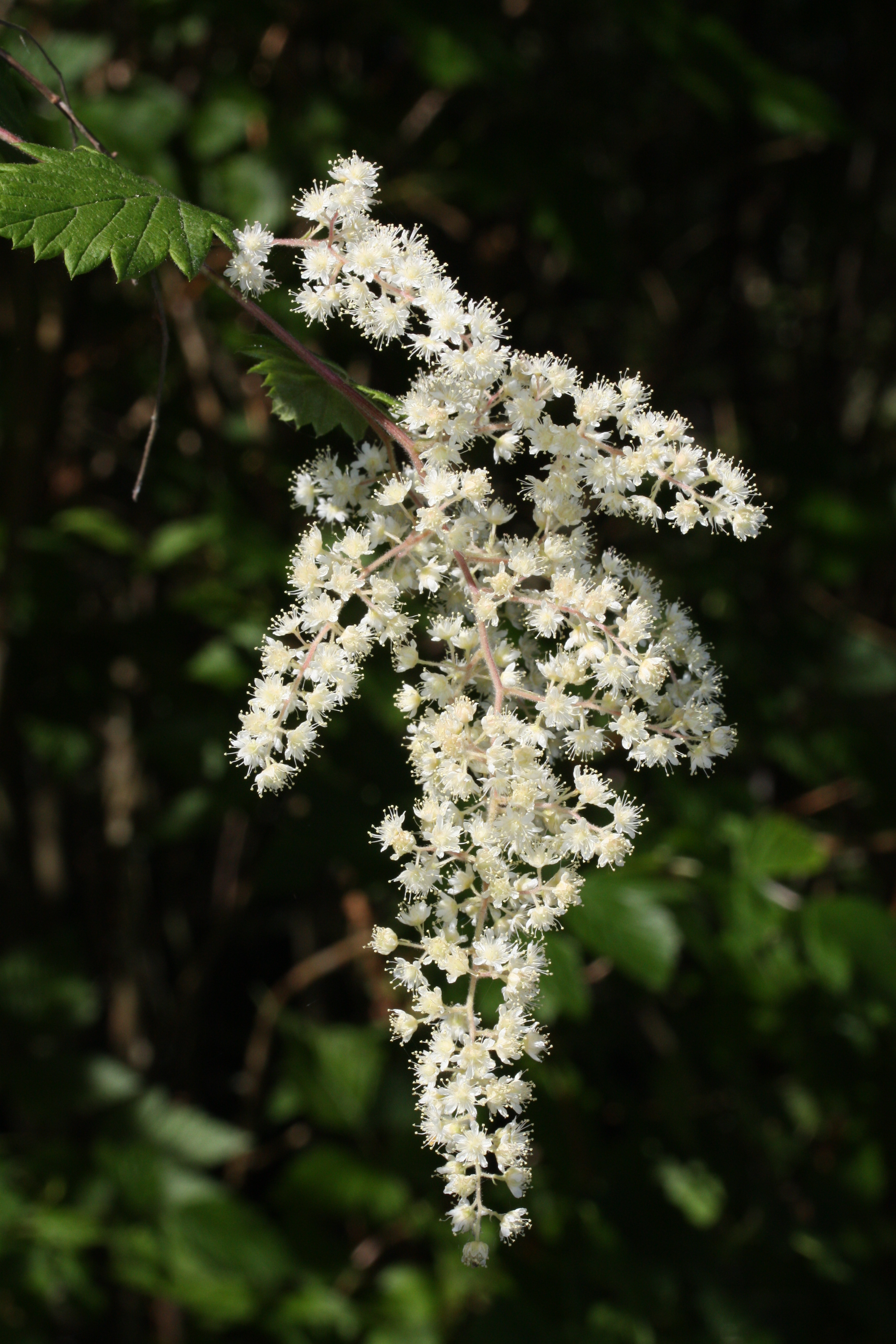
Blühender Zweig der Wald-Schaumspiere (Holodiscus discolor)

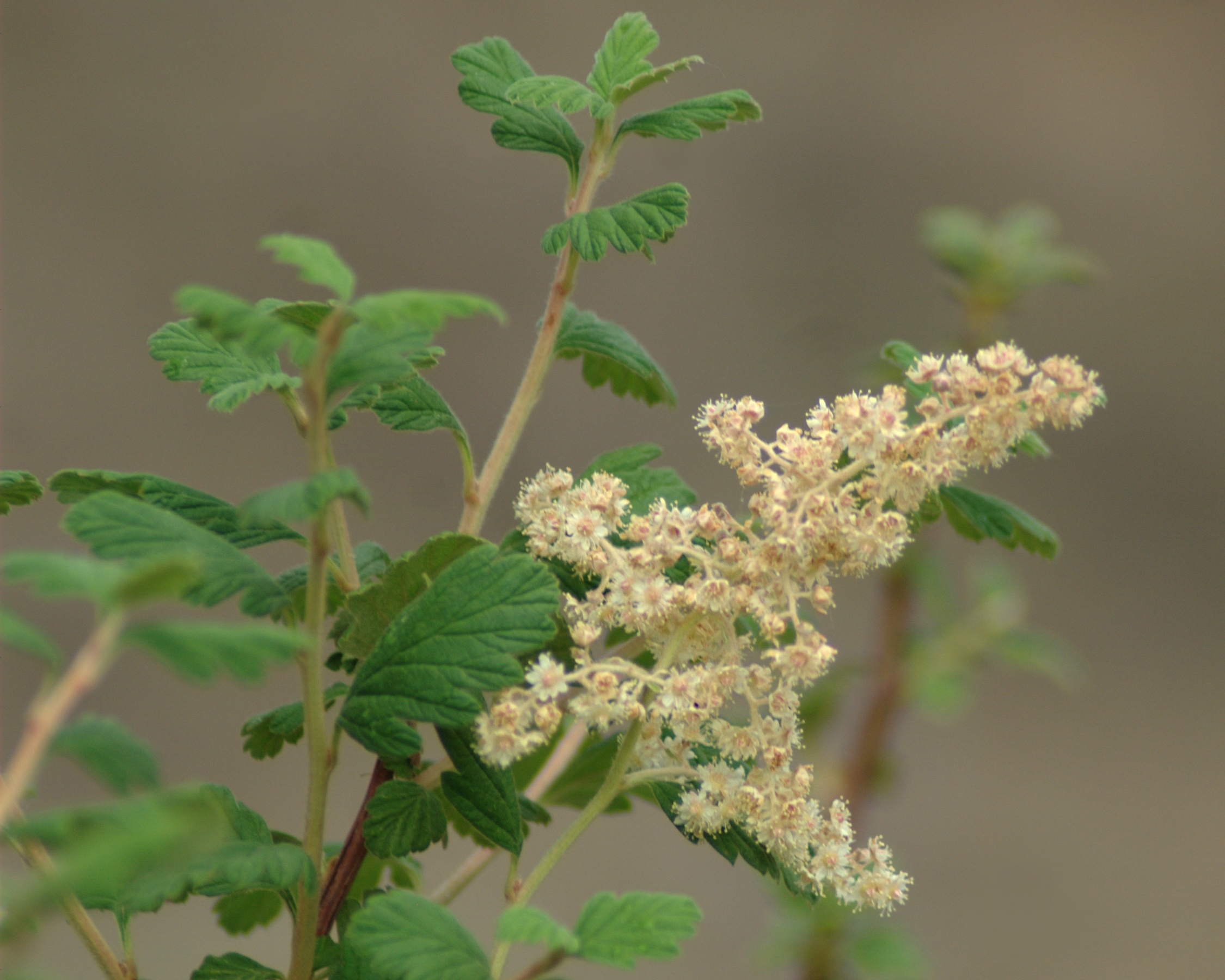
Wüsten-Schaumspiere (Holodiscus dumosus)

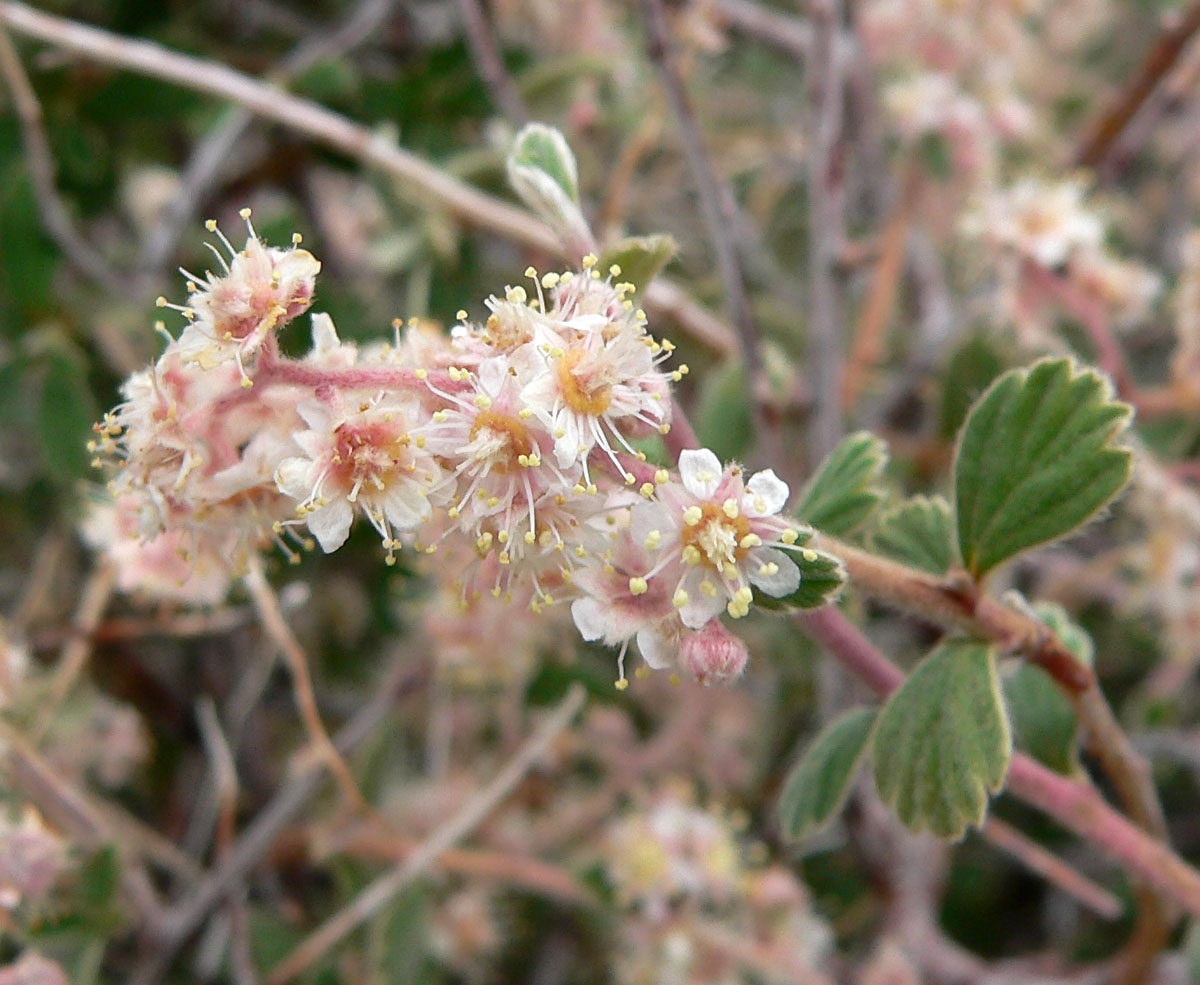
Blühender Zweig von Holodiscus microphyllus

## Verbreitung
Das Verbreitungsgebiet der etwa acht Arten reicht von British Columbia in Kanada über die Vereinigten Staaten und Mittelamerika bis nach Kolumbien.

## Systematik
Die Schaumspieren (Holodiscus) sind eine Gattung aus der Familie der Rosengewächse (Rosaceae). Dort werden sie der Unterfamilie Spiraeoideae, Tribus Spiraeeae zugeordnet. Karl Heinrich Koch hat die Gattung 1869 erstbeschrieben, Carl Maximowicz führte 1879 eine neue Einordnung durch. Der von Koch gewählte Gattungsname stammt vom griechischen holos für „ganz“ oder „komplett“, und vom lateinischen discus für „Scheibe“. Die Motive für die Namensgebung sind jedoch unklar.
Der Gattung werden etwa acht Arten zugeordnet: 
- Holodiscus argenteus (L.f.) Maxim.: Mexiko bis Kolumbien.[7]
- Holodiscus boursieri (Carrière) Rehder: Westliches Kanada bis Mexiko.[7]
- Wald-Schaumspiere[1] (Holodiscus discolor (Pursh) Maxim.): Sie kommt in British Columbia und in den westlichen Vereinigten Staaten vor.[4]
- Wüsten-Schaumspiere[8] (Holodiscus dumosus (Nutt. ex Hook.) A.Heller): Sie kommt im nördlichen Mexiko, in New Mexico, in Texas, und in den westlichen Vereinigten Staaten vor.[4]
- Holodiscus microphyllus Rydb.: Westliche Vereinigte Staaten und nordwestliches Mexiko.[7]
- Holodiscus orizabae F.A.Ley: Mexiko (Veracruz).[7]
- Holodiscus pachydiscus (Rydb.) Standl.: Mexiko.[7][4]

## Verwendung
Nur die Wald-Schaumspiere (Holodiscus discolor) wird häufig wegen ihrer dekorativen Blüten als Zierstrauch verwendet.

## Nachweise